# Karl Knoll (Verwaltungsjurist)
Karl Friedrich Philipp Knoll (* 30. Dezember 1871 in Schleswig; † nach 1949) war ein deutscher Verwaltungsjurist im Königreich Preußen. Er war Landrat im Kreis Adelnau in der Provinz Posen (1907–1919) und im Landkreis Greifswald in der Provinz Pommern (1919/20).

## Leben
Knoll war Sohn des Justizrats Karl Knoll und seine Ehefrau Clara geb. Ramelow, Nach dem Abitur am Königlichen Evangelischen Gymnasium zu Glogau studierte er Rechtswissenschaft. Zum Dr. iur. promoviert, begann er seine Berufslaufbahn 1894 als Referendar am Amtsgericht Landeck i. Schlesien, 1895 am Landgericht und bei der Staatsanwaltschaft Glogau und als Regierungsreferendar in Oppeln. 1899 wurde er Regierungsassistent beim Landratsamt Hannover und der Regierung in Bromberg. 1907 wurde er Landrat im Kreis Adelnau. Am 2. Januar 1919 lehnte er den weiteren Dienst unter der polnischen Regierung ab. Er wurde im April 1919 zunächst kommissarischer Landratsamtsverwalter in Greifswald, im September 1919 wurde er Landrat des Landkreises Greifswald. Am 23. April 1920 wurde er zunächst beurlaubt und im September 1920 in den einstweiligen Ruhestand versetzt. Ab 1921 war er wieder in der allgemeinen Staatsverwaltung als Regierungsrat in Breslau tätig. 1926 wurde er pensioniert.
Verheiratet war Knoll seit dem 31. Mai 1902 mit Paula, geb. Eschenbach (* 22. November 1879 in Zanow, Kreis Schlawe; † 6. Januar 1949 in Dresden), Tochter eines Kammergerichtsrats. Nach Ende des Zweiten Weltkrieges lebte Knoll in Dresden.